# Військово-патріотичне виховання та вишкіл воїнів УГА
Військово-патріотичне виховання та вишкіл воїнів УГА

## Загальна характеристика
Основою військово-патріотичного виховання особового складу Галицької армії було формування національної свідомості та державницько-соборницької ідеології як найвищих духовних та морально-етичних цінностей українського воїна. Воно опиралося на здобутки національного відродження у Галичині на політичних, економічних, культурно-просвітніх інституцій та масових молодіжних парамілітарних сокільських, січових і пластових організацій, де ідейно, морально і фізично гартувалися майбутні захисники УНР-ЗУНР. Там почали закладатися морально-бойові риси стрільців і старшин Галицької армії: непохитна відданість національній ідеї, революційний оптимізм, товариська солідарність, сміливий молодечий запал, дух самопожертви у боротьбі за незалежну соборну Україну. Піднесення національної свідомості особового складу було постійним і провідним завданням командного складу, виховних, культурно-освітних структур, армійського духовенства.

## Основні чинники і засади військово-патріотичного виховання
Вагомий внесок у теорію і практику армійського вишколу та військово-патріотичного виховання особового складу Галицької армії внесло Українське січове стрілецтво. У Легіоні УСС була створена і випробувана на фронтах світової війни гармонійна система виховання стрільців і старшин, закладені основи структур для ідеологічної й культурно-освітньої роботи, напрацьовані форми і методи їх діяльності. Тож стрілецька ідеологія боротьби за незалежну соборну Україну при опорі на власні сили стала визначальною національною ідеєю у Галицькій армії. А січове стрілецтво стало ядром і фактичною гвардією Галицької армії протягом усього періоду визвольних змагань проти польського, румунського і російського поневолення. Із його середовища вийшла більшість командирів та організаторів Галицької армії і Окремого корпусу Стрільців Наддніпрянської армії.
Враховуючи досвід попередніх українських військових формацій та армій інших держав Європи, насамперед австрійської, керівництво військового відомства, командування Галицької армії створило власну систему професійного навчання й виховання особового складу, в основу якої поклали визначальні принципи: національну гідність, патріотизм, християнську мораль, вірність присязі, вірність військовому обов'язку, єдність професійного вишколу й виховання. Виходячи з концепції військово-патріотичного виховання сформовано відповідні структури, визначені основні напрями діяльності командного складу, армійських газет і театру, духовників, які можуть прислужитися у ході реформування Збройних Сил та інших силових структур України.
Усвідомлюючи важливу роль командного складу у системі вишколу й виховання стрілецтва, уряд ЗУНР і вище військове керівництво у кадровій політиці намагалося забезпечити підрозділи національно свідомими, вправними, відданими справі визволення України командирами. Зауважимо, що УГА на відміну від польської, чеської, Наддніпрянської та інших молодих армій, особливо у листопаді-грудні 1918 р., гостро бракувало освічених офіцерів. Адже в австрійській армії на 1000 офіцерів припадало два українці, тоді як поляків — 27 [126, с. 252]. У короткий термін в умовах війни була вирішена проблема підготовки власних командирів. Водночас виявилося доцільним і виправдало себе залучення добровольців — офіцерів і генералів інших армій: австрійської, російської, армії УНР. Упродовж десятиліть радянська історіографія, сповідуючи ленінський (класовий) принцип військового будівництва, твердила про світоглядні та соціальні антогонізми між стрільцями і старшинами Галицької армії. Позатим загальнолюдські орієнтації, національна ідея боротьби за незалежність ЗУНР об'єднала особовий склад. Довір'я стрілецтва до старшинського проводу опиралося на спільність національно-державних прагнень й скріплювалося товариським духом січового братства, що було перейнято від Легіону УСС як позитивна традиція, можливо, не так виразно формою, але подібно суттю, зауважував С.Ріпецький [207, с. 53]. Відзначимо, що офіцерів і генералів інших армій держав у ті роки залучали також польська і Червона армії. Зрештою, на першому етапі будівництва Збройних Сил України у 1992 р. впроваджено службу по контракту генералів і офіцерів — росіян колишньої Радянської армії, частина яких згодом виїхала до Росії, а інша частина сумлінно служить Україні, як аналогічно в ситуації, яка склалась у збройних силах Росії.
Важливу роль у військово-патріотичному та морально-правовому вихованні особового складу армії відігравав її організаційний і керівний центр — Пресова Квартира. Запозичивши цінний досвід аналогічної структури Легіону УСС, вона розгорнула широку організаційну, ідеологічну, видавничу, науково- й культурно-освітню роботу, охоплюючи виховним процесом усі частини і підрозділи 100-тисячної армії. На відміну від тотальної більшовицької агітації і пропаганди політкомісарів Червоної армії, виховники УГА зосереджувалися на широкомасштабній культурно-освітній роботі, широко застосовуючи надбання українського народу, культури і мистецтва. Таких, наприклад, заходів, як величні Шевченківські свята у Галицькій армії, не проводилися у жодній з тогочасних українських військових формацій. На жаль, в окремих підрозділах силових структур України, теж забувають про святкування національних та релігійних свят. Важливе місце займала військово-історична діяльність, про що свідчить утворення спеціального відділу НКГА, заходи командування щодо написання хронік корпусів, бригад і окремих частин. Отже, незважаючи на складні фронтові умови, незадовільне матеріально-технічне забезпечення, Пресова Кватира зробила вагомий внесок у зміцнення морально-психологічного потенціалу УГА, формування духовного світогляду захисників Вітчизни, підняття престижу військової служби.
Важливою і повчальною особливістю Галицької армії була наявність корпусу польових духовників (капеланів), відтак керівничого органу — Преподобництва при військовому міністерстві і Начальній Команді. Галицьке духовенство, яке за традицією відігравало непересічну роль у національному відродженні краю, завжди діяло у середовищі народу й у роки виснажливої війни. Позитивна роль армійського духовенства полягала насамперед в активній участі у процесі виховання стрілецтва і гуманній діяльності. Вони суттєво відрізнялися від капеланів австрійської армії, які обмежували свою діяльність виключно релігійними відправами. Під час бойових дій, у важкий період епідемії тифу, польові духовники були поруч із стрільцями й старшинами, а тому підносили їх моральний дух у боротьбі за волю України.
Галицька армія була єдиною із тогочасних військових формацій, яка мала у своєму складі власні культурно-мистецькі заклади, насамперед фронтовий театр НКГА, який став важливим чинником військово-патріотичного виховання бійців та населення прифронтових теренів. Зокрема командуванню вдалося залучити до такої по суті альтернативної служби сузір'я галицьких акторів європейського рівня, які забезпечили високий ідейний і професійний рівень театру. Свій непересічний талант віддавали стрілецтву А.Бучма, О.Гірняк, М.Крушельницький, Л.Курбас, К.Рубчакова, Г.Юра. Вистави національно-патріотичного змісту користувалися величезним успіхом у бійців і несли в собі виховний заряд великої сили. З українським драматичним репертуаром і грою талановитих галицьких акторів змогло познайомитися населення не тільки Галичини, але й Наддніпрянщини, що зіграло важливу роль у піднесенні їх національної соборницької свідомості.
У період визвольних змагань 1918–1920 рр. у Галицькій армії напрацьовано великий досвід військово-патріотичного виховання, багатий арсенал його форм і методів, які заслуговують не лише історичних досліджень, але й глибокого вивчення, аналізу і використання в умовах становлення нинішніх Збройних Сил України та інших силових структур України.
Ефективності військово-патріотичного виховання в УГА сприяло національно-державницьке підґрунтя: нація вважалася найвищою цінністю держави, тому національно-державницькі орієнтири були на першому місці у виховному процесі. Ця ідеологія тісно поєднала у роки воєнних випробувань українське суспільство, незалежно від різних політичних, світоглядних, релігійних та інших ознак. Слід особливо відзначити, що виховний процес охоплював усіх громадян різних національностей ЗУНР. Це приносило часом разючі результати. У складі Галицької армії захищали незалежність УНР-ЗУНР, крім українців, росіяни, євреї, чехи, угорці, австрійці, німці, естонці і навіть поляки. Для них Україна стала, бодай на деякий час, Батьківщиною, за яку вони проливали кров і нерідко гинули в боях (полковники Є.Мишківський, Д.Кануков, Б.Губер, А.Шаманек, генерал Г.Ціріц та інші).